# RPS6KB2
RPS6KB2 (англ. Ribosomal protein S6 kinase B2) – білок, який кодується однойменним геном, розташованим у людей на короткому плечі 11-ї хромосоми. Довжина поліпептидного ланцюга білка становить 482 амінокислот, а молекулярна маса — 53 455.
| 10         |  | 20         |  | 30         |  | 40         |  | 50         |
| ---------- |  | ---------- |  | ---------- |  | ---------- |  | ---------- |
| MAAVFDLDLE |  | TEEGSEGEGE |  | PELSPADACP |  | LAELRAAGLE |  | PVGHYEEVEL |
| TETSVNVGPE |  | RIGPHCFELL |  | RVLGKGGYGK |  | VFQVRKVQGT |  | NLGKIYAMKV |
| LRKAKIVRNA |  | KDTAHTRAER |  | NILESVKHPF |  | IVELAYAFQT |  | GGKLYLILEC |
| LSGGELFTHL |  | EREGIFLEDT |  | ACFYLAEITL |  | ALGHLHSQGI |  | IYRDLKPENI |
| MLSSQGHIKL |  | TDFGLCKESI |  | HEGAVTHTFC |  | GTIEYMAPEI |  | LVRSGHNRAV |
| DWWSLGALMY |  | DMLTGSPPFT |  | AENRKKTMDK |  | IIRGKLALPP |  | YLTPDARDLV |
| KKFLKRNPSQ |  | RIGGGPGDAA |  | DVQRHPFFRH |  | MNWDDLLAWR |  | VDPPFRPCLQ |
| SEEDVSQFDT |  | RFTRQTPVDS |  | PDDTALSESA |  | NQAFLGFTYV |  | APSVLDSIKE |
| GFSFQPKLRS |  | PRRLNSSPRA |  | PVSPLKFSPF |  | EGFRPSPSLP |  | EPTELPLPPL |
| LPPPPPSTTA |  | PLPIRPPSGT |  | KKSKRGRGRP |  | GR         |  |            |

A: Аланін

C: Цистеїн

D: Аспарагінова кислота

E: Глутамінова кислота

F: Фенілаланін

G: Гліцин

H: Гістидин

I: Ізолейцин

K: Лізин

L: Лейцин

M: Метіонін

N: Аспарагін

P: Пролін

Q: Глутамін

R: Аргінін

S: Серин

T: Треонін

V: Валін

W: Триптофан

Кодований геном білок за функціями належить до трансфераз, кіназ, серин/треонінових протеїнкіназ, фосфопротеїнів. 
Задіяний у такому біологічному процесі, як альтернативний сплайсинг. 
Білок має сайт для зв'язування з АТФ, нуклеотидами. 
Локалізований у цитоплазмі, ядрі.